# Leiodes gyllenhalii
Leiodes gyllenhalii är en skalbaggsart som beskrevs av Stephens 1829. Leiodes gyllenhalii ingår i släktet Liodes, och familjen mycelbaggar. Arten är reproducerande i Sverige.